# Nafi Touré
Pour les articles homonymes, voir Touré.
Nafi Touré est une escrimeuse sénégalaise née le 6 septembre 1971 à Tambacounda. 

## Carrière
Elle a participé aux épreuves  de sabre féminin lors des Jeux olympiques d'été de 2004 et  de 2008.
Aux Jeux africains de 2007 à Alger, Nafi Touré est médaillée de bronze de l'épreuve individuelle de sabre et médaillée d'argent en sabre par équipes.
Elle est médaillée d'argent en sabre par équipes aux Championnats d'Afrique d'escrime 2006 à Casablanca et aux Championnats d'Afrique d'escrime 2008 à Casablanca.